# La Bague et le Bracelet
Pour plus de détails, voir Fiche technique et Distribution.
La Bague et le Bracelet (Al-Tawk wa El-Eswira) est un film égyptien réalisé par Khaïri Bechara, sorti en 1988.

## Synopsis
En 1933, Hazina vit avec son mari et leur fille dans village au sud de l'Égypte. Hazina attend le retour de son fils Mustafa parti travailler au Soudan.Elle marie sa fille Fahima et celle-ci n'arrive pas à avoir d'enfant. Hazina décide de recourir au serviteur du temple pour lever le sortilège.Quand Fahima tombe enceinte, son mari l'accuse d'adultère. Fahima tombe malade et meurt peu après.
Quand sa fille Farhana grandit, elle est aussi accusée de relation hors mariage et condamnée par son cousin. Son oncle Mustafa, qui vient d'arriver après des années sans nouvelles, voit en sa nièce la même personnalité que sa sœur décédée et qu'il aimait tant. Il essaiera de convaincre et changer les mentalités pour sauver sa nièce mais ne peut lui éviter le sort qui lui a été réservé par les villageois et sa propre famille.

## Fiche technique
- Titre original : Al-Tawk wa El-Eswira
- Titre français : La Bague et le Bracelet
- Réalisation : Khaïri Bechara
- Scénario : Abdel Rahman El Abnoudy, Khaïri Bechara
- Pays d'origine :  Égypte
- Date de sortie : 1988

## Distribution
- Ezzat El Alaili : le mari de Hazina/Mustafa
- Firdous Abdel Hamid : Hazina
- Sherihane : Fahima/Farhana
- Ahmed Abdel Aziz : le cousin